# Mistrzostwa Świata w Piłce Nożnej 2006 (eliminacje strefy CONCACAF)/Runda preeliminacyjna
W rundzie preeliminacyjnej 34 zespoły zostały podzielone na 10 grup po 3 zespoły oraz na 2 grupy po 2 zespoły. Grupy trzydrużynowe miały dwie fazy, w której najlepsza według FIFA drużyna zagrała ze zwycięzcą meczu między pozostałą dwójką. W grupach dwudrużynowych była tylko jedna faza. Zespoły grały systemem mecz i rewanż. Zwycięzcy grup awansowali do rundy półfinałowej.

## Grupa 1

### Faza 1
| 28 lutego 2004 19:00 | Grenada · Nigel Bishop 34' · Kennedy Phillip 39' · Anthony Augustine 72' · Anthony Modeste (grenadyjski piłkarz) 81' · Dennis Rennie 90+1' | 5:0(2:0)raport | Gujana | Grenada National Stadium, Saint George’s Widzów: 7000 Sędzia: Benito Archundia (Meksyk) |
|                      | |                |        |                                                                                         |

| 14 marca 2004 15:00 | Gujana · Carey Harris 29' | 1:3(1:1)raport | Grenada · Ricky Charles 15' · Jason Roberts 69' · Byron Bubb 87' | Blairmont Community Centre, Blairmont Widzów: 1200 Sędzia: Walter Quesada (Kostaryka) |
|                     |                           |                |                                                                  |                                                                                       |

- Grenada wygrała 8:1 i awansowała do fazy drugiej.

### Faza 2
| 13 czerwca 2004 13:00 | Stany Zjednoczone · DaMarcus Beasley 45' · DaMarcus Beasley 71' · Greg Vanney 90' | 3:0(1:0)raport | Grenada | Columbus Crew Stadium, Columbus Widzów: 10 000 Sędzia: Mauricio Navarro (Kanada) |
|                       |                                                                                   |                |         |                                                                                  |

| 20 czerwca 2004 16:00 | Grenada · Jason Roberts 12' (k.) · Ricky Charles 77' | 2:3(1:2)raport | Stany Zjednoczone · Landon Donovan 6' · Josh Wolff 19' · DaMarcus Beasley 76' | Grenada National Stadium, Saint George’s Widzów: 10 000 Sędzia: Neal Brizan (Trinidad i Tobago) |
|                       |                                                      |                |                                                                               |                                                                                                 |

- Stany Zjednoczone wygrały 6:2 i awansowały do rundy półfinałowej.

## Grupa 2

### Faza 1
| 29 lutego 2004 15:00 | Bermudy · Damon Ming 5' · John Nusum 15' · Damon Ming 20' · Khano Smith 36' · Ralph Bean 41' · Otis Steede 43' · Damon Ming 50' · Ralph Bean 52' · John Nusum 54' · John Nusum 60' · Meshach Wade 77' · Rohann Simons 83' · Shannon Burgess 87' | 13:0(6:0)raport | Montserrat | Bermuda National Stadium, Hamilton Widzów: 3000 Sędzia: Michael Kennedy (Stany Zjednoczone) |
|                      | |                 |            |                                                                                             |

| 21 marca 2004 15:00 | Montserrat | 0:7(0:5)raport | Bermudy · Clevon Hill 15' · John Nusum 21' · Ralph Bean 29' · John Nusum 44' · Khano Smith 45' · Khano Smith 46' · Damon Ming 76' | Blakes Estate Stadium, Plymouth Widzów: 250 Sędzia: Martin Charles (Dominika) |
|                     |            |                | |                                                                               |

- Bermudy wygrały 20:0 i awansowały do fazy drugiej.

### Faza 2
| 13 czerwca 2004 15:00 | Salwador · Jose Martinez 14' · Victor Velasquez 54' | 2:1(1:1)raport | Bermudy · John Nusum 30' | Estadio Cuscatlan, San Salvador Widzów: 12 000 Sędzia: Donald Campos (Nikaragua) |
|                       |                                                     |                |                          |                                                                                  |

| 20 czerwca 2004 19:00 | Bermudy · Shannon Burgess 4' (k.) · John Nusum 20' | 2:2(2:2)raport | Salwador · Alfredo Pacheco 20' · Alfredo Pacheco 41' (k.) | Bermuda National Stadium, Hamilton Widzów: 4000 Sędzia: Alfredo Whittaker (Kajmany) |
|                       |                                                    |                |                                                           |                                                                                     |

- Salwador wygrał 4:3 i awansował do rundy półfinałowej.

## Grupa 3

### Faza 1
| 18 lutego 2004 20:30 | Haiti · Jean-Philippe Peguero 6' · Johnny Descouines 43' · Johnny Descouines 45' · Johnny Descouines 50' · Corriolan Wadson 71' | 5:0(3:0)raport | Turks i Caicos | Orange Bowl, Miami (Stany Zjednoczone) Widzów: 3000 Sędzia: Kevin Stott (Stany Zjednoczone) |
|                      | |                |                |                                                                                             |

| 21 lutego 2004 20:00 | Turks i Caicos | 0:2(0:2)raport | Haiti · Roody Loimera 10' (k.) · Lawrence Harvey 41' (sam.) | Ted Hendricks Stadium, Miami (Stany Zjednoczone) Widzów: 3000 Sędzia: Ricardo Valenzuela (Stany Zjednoczone) |
|                      |                |                |                                                             | |

- Haiti wygrało 7:0 i awansowało do drugiej fazy.

### Faza 2
| 12 czerwca 2004 19:30 | Haiti · Jean-Philippe Peguero 50' | 1:1(0:1)raport | Jamajka · Marlon King 39' | Orange Bowl, Miami (Stany Zjednoczone) Widzów: 30 000 Sędzia: Kevin Stott (Stany Zjednoczone) |
|                       |                                   |                |                           |                                                                                               |

| 20 czerwca 2004 18:00 | Jamajka · Marlon King 4' · Marlon King 14' · Marlon King 31' | 3:0(3:0)raport | Haiti | Independence Park, Kingston Widzów: 22 000 Sędzia: Rodolfo Sibrian (Salwador) |
|                       |                                                              |                |       |                                                                               |

- Jamajka wygrała 4:1 i awansowała do rundy półfinałowej.

## Grupa 4

### Faza 1
| 22 lutego 2004 16:00 | Brytyjskie Wyspy Dziewicze | 0:1(0:0)raport | Saint Lucia · Titus Elva 55' | Sherly Ground, Road Town Widzów: 800 Sędzia: Victor Stewart (Jamajka) |
|                      |                            |                |                              |                                                                       |

| 28 lutego 2004 17:00 | Saint Lucia · Sheldon Emmanuel 13' (k.) · Elijah Joseph 26' · Earl Jean 28' · Jarvin Skeete 49' · Earl Jean 52' · Jarvin Skeete 55' · Sheldon Emmanuel 66' · Titus Elva 69' · Andy Jean-Baptiste 90' | 9:0(3:0)raport | Brytyjskie Wyspy Dziewicze | Vieux Fort National Stadium, Fort Vieux Widzów: 665 Sędzia: Jean-François Corrivault (Kanada) |
|                      | |                |                            |                                                                                               |

- Saint Lucia wygrała 10:0 i awansowała do fazy drugiej.

### Faza 2
| 13 czerwca 2004 16:00 | Panama · Julio Dely Valdés 5' · Luis Tejada 18' · Ricardo Phillips 39' · Roberto Brown 75' | 4:0(3:0)raport | Saint Lucia | Estadio Rommel Fernández, Panama Widzów: 15 000 Sędzia: George Phillip (Grenada) |
|                       |                                                                                            |                |             |                                                                                  |

| 20 czerwca 2004 17:00 | Saint Lucia | 0:3(0:1)raport | Panama · Luis Tejada 14' · Julio Dely Valdés 88' · Alberto Blanco 89' | Vieux Fort National Stadium, Fort Vieux Widzów: 400 Sędzia: Roger Gurley (Saint Vincent i Grenadyny) |
|                       |             |                |                                                                       | |

- Panama wygrała 7:0 i awansowała do rundy półfinałowej.

## Grupa 5

### Faza 1
| 22 lutego 2004 19:00 | Kajmany · Thomas Elliot 72' | 1:2(0:0)raport | Kuba · Lester Moré 53' · Luis Marten 89' | Truman Bodden Stadium, George Town Widzów: 1789 Sędzia: Rodolfo Sibrian (Salwador) |
|                      |                             |                |                                          |                                                                                    |

| 27 lutego 2004 15:00 | Kuba · Lester Moré 7' · Lester Moré 50' · Lester Moré 66' | 3:0(1:0)raport | Kajmany | Estadio Pedro Marrero, Hawana Widzów: 3500 Sędzia: Marco Rodríguez (Meksyk) |
|                      |                                                           |                |         |                                                                             |

- Kuba wygrała 5:1 i awansowała do fazy drugiej.

### Faza 2
| 12 czerwca 2004 16:30 | Kuba · Lester Moré 24' · Lester Moré 75' | 2:2(1:2)raport | Kostaryka · Douglas Sequeira 12' · Álvaro Saborío 42' | Estadio Pedro Marrero, Hawana Widzów: 18 500 Sędzia: Benito Archundia (Meksyk) |
|                       |                                          |                |                                                       |                                                                                |

| 20 czerwca 2004 11:00 | Kostaryka · Rónald Gómez 31' | 1:1(1:1)raport | Kuba · Alaín Cervantes 45+1' | Estadio Alejandro Morera Soto, Alajuela Widzów: 12 000 Sędzia: Peter Prendergast (Jamajka) |
|                       |                              |                |                              |                                                                                            |

- Kostaryka awansowała do rundy półfinałowej dzięki przewadze goli strzelonych na wyjeździe.

## Grupa 6

### Faza 1
| 28 lutego 2004 19:00 | Aruba · Maurice Escalona 89' | 1:2(2:0)raport | Surinam · Marlon Felter 54' (k.) · Patrick Zinhagel 63' | Guillermo Prospero Trinidad Stadium, Oranjestad Widzów: 2108 Sędzia: Roberto Moreno (Panama) |
|                      |                              |                |                                                         |                                                                                              |

| 27 marca 2004 17:00 | Surinam · Gordon Kinsaini 6' · Carlos Loswijk 14' · Marlon Felter 18' · Gordon Kinsaini 49' · Clifton Sandvliet 42' · Marlon Felter 65' · Marlon Felter 66' · Patrick Zinhagel 90' | 8:1(4:1)raport | Aruba · Maurice Escalona 24' | André Kamperveen Stadion, Paramaribo Widzów: 4000 Sędzia: Peter Prendergast (Jamajka) |
|                     | |                |                              |                                                                                       |

- Surinam wygrał 10:2 i awansował do fazy drugiej.

### Faza 2
| 12 czerwca 2004 16:30 | Surinam · Dennis Purperhart 14' | 1:1(1:1)raport | Gwatemala · Guillermo Ramírez 36' | André Kamperveen Stadion, Paramaribo Widzów: 5500 Sędzia: Alexandro Jimenez (Kostaryka) |
|                       |                                 |                |                                   |                                                                                         |

| 20 czerwca 2004 11:00 | Gwatemala · Carlos Ruiz 21' · Dwight Pezzarossi 80' · Carlos Ruiz 85' | 3:1(1:0)raport | Surinam · Gino Brandon 82' | Estadio Mateo Flores, Gwatemala Widzów: 19 610 Sędzia: Marco Rodríguez (Meksyk) |
|                       |                                                                       |                |                            |                                                                                 |

- Gwatemala wygrała 4:2 i awansowała do rundy półfinałowej.

## Grupa 7

### Faza 1
| 18 lutego 2004 16:00 | Antigua i Barbuda · Winston Roberts 39' · Quentin Clarke 89' | 2:0(1:0)raport | Antyle Holenderskie | Antigua Recreation Ground, Saint John’s Widzów: 1500 Sędzia: Mauricio Navarro (Kanada) |
|                      |                                                              |                |                     |                                                                                        |

| 31 marca 2004 20:30 | Antyle Holenderskie · Richmar Siberie 27' · Eugene Martha 46' · Brutil Hose 48' | 3:0(1:0)raport | Antigua i Barbuda | Stadion Ergilio Hato, Willemstad Widzów: 9000 Sędzia: Richard Piper (Trinidad i Tobago) |
|                     |                                                                                 |                |                   |                                                                                         |

- Antyle Holenderskie wygrały 3:2 i awansowały do fazy drugiej.

### Faza 2
| 12 czerwca 2004 20:00 | Antyle Holenderskie · Brutil Hose 75' | 1:2(0:1)raport | Honduras · David Suazo 9' · David Suazo 68' | Stadion Ergilio Hato, Willemstad Widzów: 12 000 Sędzia: Roy McArthur (Gujana) |
|                       |                                       |                |                                             |                                                                               |

| 19 czerwca 2004 19:30 | Honduras · Amado Guevara 7' · David Suazo 22' · Edgar Álvarez 50' · Carlos Pavón 70' | 4:0(2:0)raport | Antyle Holenderskie | Estadio Olimpico Metropolitano, San Pedro Sula Widzów: 30 000 Sędzia: Gilberto Alcala (Meksyk) |
|                       |                                                                                      |                |                     |                                                                                                |

- Honduras wygrał 6:1 i awansował do rundy półfinałowej.

## Grupa 8
- Portoryko zostało odrzucone przez FIFA w pierwszej fazie.

| 13 czerwca 2004 16:30 | Kanada · Paul Peschisolido 38' · Tomasz Radzinski 54' · Kevin McKenna 75' · Jim Brennan 83' | 4:0(1:0)raport | Belize | Richardson Memorial Stadium, Kingston Widzów: 8245 Sędzia: Carlos Batres (Gwatemala) |
|                       |                                                                                             |                |        |                                                                                      |

| 16 czerwca 2004 19:00 | Belize | 0:4(0:1)raport | Kanada · Tomasz Radzinski 45' · Dwayne De Rosario 63' · Dwayne De Rosario 73' · Jim Brennan 85' | Richardson Memorial Stadium, Kingston (Kanada) Widzów: 5124 Sędzia: Ted Gordon (Trinidad i Tobago) |
|                       |        |                |                                                                                                 | |

- Kanada wygrała 8:0 i awansowała do fazy półfinałowej.

## Grupa 9

### Faza 1
| 26 marca 2004 19:00 | Dominika · Damani Horton 66' | 1:1(0:0)raport | Bahamy · Vincent Casimir 88' | BFA National Development Center, Nassau (Bahamy) Widzów: 800 Sędzia: Mark Forde (Barbados) |
|                     |                              |                |                              |                                                                                            |

| 28 marca 2004 15:00 | Bahamy · Nesley Jean 67' | 1:3(0:1)raport | Dominika · Vincent Casimir 39' · Kelly Peters 85' · Vincent Casimir 86' | BFA National Development Center, Nassau Widzów: 900 Sędzia: Jose Pineda (Honduras) |
|                     |                          |                |                                                                         |                                                                                    |

- Dominika wygrała 4:2 i awansowała do fazy drugiej.

### Faza 2
| 19 czerwca 2004 19:00 | Dominika | 0:10(0:5)raport | Meksyk · Adolfo Bautista 9' · Jared Borgetti 11' · Rafael Márquez 16' · Jared Borgetti 36' · Adolfo Bautista 38' · Daniel Osorno 49' · Jaime Lozano 74' · Duilio Davino 77' · Jaime Lozano 87' · Francisco Palencia 90+2' | Alamodome, San Antonio (Stany Zjednoczone) Widzów: 36 451 Sędzia: Barney Callender (Barbados) |
|                       |          |                 | |                                                                                               |

| 27 czerwca 2004 12:00 | Meksyk · Adolfo Bautista 2' · Jaime Lozano 17' · Jared Borgetti 33' · Adolfo Bautista 36' · Jared Borgetti 38' · David Oteo 59' · Jaime Lozano 61' · Héctor Altamirano 76' | 8:0(5:0)raport | Dominika | Estadio Victoria, Aguascalientes Widzów: 17 000 Sędzia: Kevin Stott (Stany Zjednoczone) |
|                       | |                |          |                                                                                         |

- Meksyk wygrał 18:0 i awansował do rundy półfinałowej.

## Grupa 10

### Faza 1
| 18 lutego 2004 19:00 | Wyspy Dziewicze Stanów Zjednoczonych | 0:4(0:1)raport | Saint Kitts i Nevis · Austin Huggins 26' · Ian Lake 50' · George Isaac 62' · Ian Lake 64' | Lionel Roberts Park, Saint Thomas Widzów: 225 Sędzia: Neal Brizan (Trynidad i Tobago) |
|                      |                                      |                |                                                                                           |                                                                                       |

| 31 marca 2004 19:00 | Saint Kitts i Nevis · Ian Lake 8' · Ian Lake 38' · Ian Lake 46' · Ian Lake 56' · Ian Lake 77' · George Issac 80' · George Issac 90' | 7:0(2:0)raport | Wyspy Dziewicze Stanów Zjednoczonych | Warner Park, Basseterre Widzów: 800 Sędzia: Neftali Recinos (Salwador) |
|                     | |                |                                      |                                                                        |

- Saint Kitts i Nevis wygrał 11:0 i przechodzi do fazy drugiej.

### Faza 2
| 13 czerwca 2004 20:00 | Barbados | 0:2(0:0) | Saint Kitts i Nevis · Keith Gumbs 78' · Adam Newton 88' | Barbados National Stadium, Bridgetown Widzów: 3700 Sędzia: Nery Alfaro (Salwador) |
|                       |          |          |                                                         |                                                                                   |

| 19 czerwca 2004 20:00 | Saint Kitts i Nevis · Daryl Gomez 16' · Calum Willock 22' · Calum Willock 29' | 3:2(3:2) | Barbados · Kenroy Skinner 33' · Gregory Goodridge 45' | Warner Park, Basseterre Widzów: 3500 Sędzia: Jose Pineda (Honduras) |
|                       |                                                                               |          |                                                       |                                                                     |

- Saint Kitts i Nevis wygrało 5:2 i awansowało do rundy półfinałowej.

## Grupa 11

### Faza 1
| 19 marca 2004 15:30 | Dominikana | 0:0raport | Anguilla | Estadio Olímpico Juan Pablo Duarte, Santo Domingo Widzów: 400 Sędzia: William Mattus (Kostaryka) |
|                     |            |           |          |                                                                                                  |

| 21 marca 2004 15:30 | Anguilla | 0:6(0:2)raport | Dominikana · Omar Zapata 15' · Kervin Severino 38' · Kervin Severino 61' · Juan Contrera 57' · Kervin Severino 61' · Luis Casquez 77' · Juan Contrera 90' | Estadio Olímpico Juan Pablo Duarte, Santo Domingo (Dominikana) Widzów: 850 Sędzia: Greivin Porras (Kostaryka) |
|                     |          |                | | |

- Dominikana wygrała 6:0 i awansowała do fazy drugiej.

### Faza 2
| 13 czerwca 2004 15:30 | Dominikana | 0:2(0:0)raport | Trynidad i Tobago · Marvin Andrews 62' · Stern John 90' | Estadio Olímpico Juan Pablo Duarte Santo Domingo, Dominikana Widzów: 2500 Sędzia: Roberto Moreno (Panama) |
|                       |            |                |                                                         | |

| 20 czerwca 2004 16:00 | Trynidad i Tobago · Jason Scotland 49' · Stern John 71' · Densill Theobald 73' · Scott Sealy 85' | 4:0(0:0)raport | Dominikana | Manny Ramjohn Stadium, Marabella Widzów: 5500 Sędzia: Antonius Pinas (Surinam) |
|                       |                                                                                                  |                |            |                                                                                |

- Trynidad i Tobago wygrał 6:0 i awansował do rundy półfinałowej.

## Grupa 12
| 13 czerwca 2004 15:00 | Nikaragua · Emilio Palacio 37' · Rudel Calero 79' | 2:2(1:2)raport | Saint Vincent i Grenadyny · Renson Haynes 9' · Shandel Samuel 43' | Estadio Cacique Diriangén, Diriamba Widzów: 7500 Sędzia: Roberto Delgado (Kuba) |
|                       |                                                   |                |                                                                   |                                                                                 |

| 20 czerwca 2004 15:00 | Saint Vincent i Grenadyny · Shandel Samuel 14' · Marlon James 15' · Shandel Samuel 79' · Carlos Alonso 86' (sam.) | 4:1(2:0)raport | Nikaragua · Emilio Palacio 60' | Arnos Vale Stadium, Kingstown Widzów: 5000 Sędzia: Ibrahim Brohim (Dominika) |
|                       | |                |                                |                                                                              |

- Saint Vincent i Grenadyny wygrały 6:3 i awansowały do rundy półfinałowej.